# Secondamano
Secondamano è un periodico di annunci gratuiti italiano.
Prestigioso ed influente marchio che ha scritto la storia degli annunci economici e cambiato il concetto del fare mercato, in Italia e all’estero, e che rimanda da decenni a un immaginario di buoni affari, scelta, serietà e grandissima affidabilità.
Correva il 1977 quando Franco Giuffrida, durante un viaggio tra il Canada e gli Stati Uniti, si imbatté in una rivista dedicata all’usato, “Buy&Sell”. Tornato a casa la fece conoscere a un giovanissimo manager della Rinascente, Luciano Cervone, dando il via al loro progetto.
Il 31 marzo 1977, a Milano, uscì il primo numero di Secondamano®, in 1 800 copie che si rivelarono un successo di vendite. Entro pochi mesi, la tiratura arrivò a 50 000 copie. In pochissimo tempo divenne quindi il modello per lo sviluppo di piccoli annunci in tutta Italia, in Europa, Russia e Sud America.
Nel corso degli anni poi il brand è passato per diversi gruppi editoriali, da Rusconi a Trader fino alla multinazionale Schibsted, ciascuno dei quali ha “cavalcato” il marchio – dalla pubblicazione di siti internet a mensili e riviste specializzate – trasformandolo in una costellazione di prodotti e di edizioni che contano centinaia di migliaia di annunci, a conferma del suo potere di identità.
Ora il marchio è tornato nelle mani di un editore esperto del campo, la ravennate Edit Italia, il cui obiettivo è riportare il brand alla sua giusta dimensione di marchio di qualità universale per tutti i mondi del riuso, della nuova vita alle nostre cose, dell’usato buono, in un periodo storico nel quale si sta riscoprendo il grandissimo valore del riuso, sia per questioni prettamente economiche e di risparmio, sia per questioni di moda – come dimostra la diffusione di tutto il vintage – ed etiche: vietato buttare ciò che può avere una seconda vita.